# Андохахела
24°44′29″ пд. ш. 46°44′02″ сх. д. / 24.7413° пд. ш. 46.7338° сх. д.
Національний парк Андохахела (малаг. Valan-javaboarim-pirenena Andohahela; фр. Parc national d'Andohahela) — охоронна природна територія на Мадагаскарі. Національний парк розташований на південній частині острова, в провінції Туліара, за 40 км на північний схід від міста Форт-Дофін.
Парк є частиною комплексу тропічних лісів Ацінанана, об'єкта Всесвітньої спадщини ЮНЕСКО.

## Територія
Парк займає площу 76 000 гектарів, і лежить на гірському хребті Аносі, на південній частині центрального Малагасійського нагір'я. Цей гірський хребет утворює природний бар'єр для вологих пасатів, які дмуть зі сходу, спричиняючи річну кількість опадів від 1500 до 2000 мм на східній стороні хребта порівняно з 600—700 мм на рік на західній стороні.

## Флора
Східна сторона заповідника вкрита густою смугою тропічного лісу, однією з небагатьох смуг, розташованих на південь від тропіка Козорога, а на західній стороні переважає колючий ліс, характерний для посушливих регіонів південного Мадагаскару, де є можливість спостерігати екземпляри ендемічного Alluaudia procera (Didiereaceae). У перехідній зоні між цими двома біокліматичними екстремумами лежить перехідний ліс, відомий як перехід Ранопісо , який характеризується наявністю ендемічної пальми Dypsis decaryi (Arecaceae).

## Фауна
У парку мешкає 129 видів птахів, 13 видів лемурів, 65 видів рептилій, 49 видів земноводних і 119 видів комах.
З лемурів тут трапляються Propithecus verreauxi, Eulemur collaris, Hapalemur griseus meridionalis і Lemur catta, усіх досить легко спостерігати вдень. Серед видів з нічними звичками є Microcebus rufus, Lepilemur fleuretae, Cheirogaleus major, Avahi laniger та Daubentonia madagascariensis.
Серед рептилій заслуговують на згадку хамелеон Calumma capuroni, ареал якого обмежений високогірними районами парку, і Furcifer balteatus.
Присутні численні види амфібій, включаючи Anodonthyla jeanbai, Anodonthyla boulengerii, Boophis andohhela, Boophis boehmei, Boophis haematopus, Boophis luteus і Madecassophryne truebae.